# La mandrágora (película de 1965)
La mandrágora (en italiano La Mandragola) es una película cómica italiana, dirigida por Alberto Lattuada y basada en la novela homónima de Niccolò Machiavelli. 

## Argumento
Durante una larga estada en París, el joven Calímaco está atraído junto a su amigo Cammillo Calfucci de la belleza de Lucrecia, que se ha casado cuatro años antes con el rico notario Nicia Calfucci, y con el que no puede tener hijos. A su vuelta a Florencia, ve por primera vez y se enamora de la mujer, que intenta conocer y seducir pero sin éxito. Para ayudarlo en la empresa, además de su sirviente Siro, está Ligurio, que tiene una gran influencia en Nicia. Ligurio aconseja a Callimaco que se haga pasar por médico y que convenza al notario para que deje que su esposa beba una infusión de mandrágora, capaz de curar su presunta esterilidad (de hecho, es Nicia quien es estéril). Según una creencia entonces generalizada, un hombre que no era impotente debe necesariamente haber podido procrear. De todas maneras, esta cura mágica tiene una contraindicación: cualqujiera que tenga relaciones sexuales con esa mujer se verá infectado con el veneno de la mandrágora y morirá al paso de ocho días. Para remediar el problema y al mismo tiempo proteger el honor de Nicia, todo lo que tiene que hacer es encontrarse con ella en secreto con el primer "chico" de la calle que absorberá todo el veneno mortal. 
Persuadido Nicia, todo lo que queda es convencer a Lucrecia, que nunca consentirá dado su carácter piadoso y devoto. Esta vez también intervendrán la madre Sostrata y el fraile Timoteo, que jugando con su devoción cristiana la convencerán de "curar". Esa noche Calímaco se disfrazará de mendigo y será llevado por el propio marido a los brazos de su esposa, que no se conformará con este encuentro fugaz.

## Reparto
- Rosanna Schiaffino como Lucrecia Borgia
- Philippe Leroy como Callimaco
- Jean-Claude Brialy como  Ligurio
- Totò como  Il Frate Timoteo
- Romolo Valli como  Messer Nicia
- Nilla Pizzi como  La Madre
- Armando Bandini como  Il servo de Ligurio
- Pia Fioretti como  La francesina
- Jacques Herlin como s Frate Predicatore
- Donato Castellaneta como  L'Uomo-Donna
- Ugo Attanasio como  Lo Stregone
- Luigi Leoni
- Renato Montalbano
- Mino Bellei como  Cliente Osteria
- Walter Pinelli

## Premios y distinciones
Premios Óscar
| Año  | Categoría                        | Persona       | Resultado |
| ---- | -------------------------------- | ------------- | --------- |
| 1967 | Mejor vestuario - Blanco y negro | Danilo Donati | Nominado  |